# Clotilde Esposito
Clotilde Esposito (* 20. April 1997 in Neapel, Italien) ist ein italienisches Fotomodell und Schauspielerin.

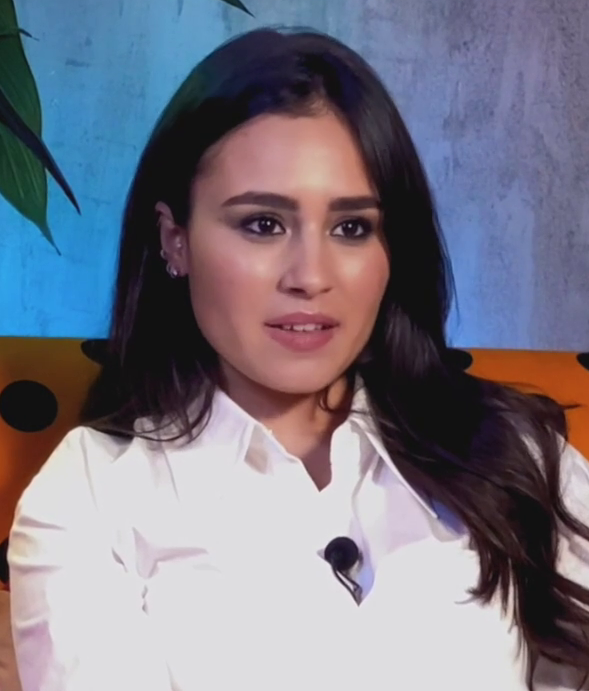
Clotilde Esposito

## Leben und Karriere
Clotilde Esposito wurde in Neapel geboren, studierte von 2012 bis 2017 Schauspiel an der Schule für Kino, Theater und Tanz „La Ribalta“ in Castellammare di Stabia und schloss ihr Jurastudium ab. 2012 spielte sie als Teenager die Figur der Greta Fournier in der Seifenoper Un posto al sole.
Im folgenden Jahr wirkte sie in der Fiktion Pupetta – Il coraggio e la passione mit und 2014 gehörte sie zur Besetzung des Films Milionari von Alessandro Piva. 2015 nahm sie zusammen mit Casting-Direktor Pino Pellegrinound der Fiktion Sotto copertura an einem Workshop an der Schauspielschule La Ribalta teil.
Zwischen 2014 und 2017 nahm sie an Furore teil, ab 2020 wurde sie Teil der festen Besetzung von Mare Fuori – Zelle mit Aussicht.

## Filmografie (Auswahl)

### Filme
- 2014: Milionari, Regie: Alessandro Piva

### Fernsehen
- 2012: Un posto al sole (Fernsehserie)
- 2013: Pupetta – Il coraggio e la passione (Fernsehserie)
- 2014–2017 Furore  (Fernsehserie)
- 2015: Sotto copertura  (Fernsehserie)
- 2012: Un posto al sole (Fernsehserie)
- seit 2020: Mare Fuori – Zelle mit Aussicht (Mare fuori) (Fernsehserie)